# Birand Tunca
Birand Tunca (Istanbul, 5 ottobre 1990) è un attore e modello turco.

## Biografia
Birand Tunca è nato il 5 ottobre 1990 a Istanbul (Turchia), da madre Yasemin Sözen.

## Carriera
Birand Tunca ha studiato presso il dipartimento teatrale del Müjdat Gezen Art Center. Nella vita privata oltre a fare l'attore si occupa di progetti di responsabilità sociale. Ha recitato in varie serie televisive come nel 2014 in Dirilis Ertugru, nel 2015 e nel 2016 in Yunus Emre, nel 2016 e nel 2017 in Aşk Laftan Anlamaz, dal 2017 al 2019 in Kadin, nel 2018 in Mehmetçik Kut'ül Amare, nel 2018 e nel 2019 in DayDreamer - Le ali del sogno (Erkenci Kuş) e nel 2022 in Whom Were We Running From?. Ha anche recitato in film come nel 2021 in Oluversin Gari, in Saglik Oluversin Gari e in Kimya. Nel 2022 ha recitato nel cortometraggio Ruins: Episode 1 - Golden Immortal diretto da Emir Mavitan.

## Filmografia

### Cinema
- Oluversin Gari, regia di Hasan Dogan (2021)
- Saglik Oluversin Gari, regia di Hasan Dogan (2021)
- Kimya, regia di Umut Evirgen (2021)

### Televisione
- Dirilis Ertugru – serie TV, 2 episodi (2014)
- Yunus Emre – serie TV, 45 episodi (2015-2016)
- Aşk Laftan Anlamaz – serie TV, 7 episodi (2016-2017)
- Kadin – serie TV, 76 episodi (2017-2019)
- Mehmetçik Kut'ül Amare – serie TV, 15 episodi (2018)
- DayDreamer - Le ali del sogno (Erkenci Kuş) – serie TV, 51 episodi (2018-2019)
- Whom Were We Running From? – serie TV, 1 episodio (2022)

### Cortometraggi
- Ruins: Episode 1 - Golden Immortal, regia di Emir Mavitan (2022)

## Doppiatori italiani
Nelle versioni in italiano dei suoi film e delle sue serie TV, Birand Tunca è stato doppiato da:
- Enrico Chirico[20] in DayDreamer - Le ali del sogno[21]